# ستيف وايتهيد
ستيف وايتهيد (بالإنجليزية: Steve Whitehead)‏ هو رسام وفنان بريطاني، ولد في 1960 في كوفنتري في المملكة المتحدة.

## وصلات خارجية
- الموقع الرسمي